# Gianni Danzi
Giovanni Danzi (Viggiù, 25 gennaio 1940 – Barasso, 2 ottobre 2007) è stato un arcivescovo cattolico italiano.

## Biografia
Nacque a Viggiù, in provincia di Varese e arcidiocesi di Milano, il 25 gennaio 1940.

### Formazione e ministero sacerdotale
Dopo aver conseguito il diploma di perito industriale edile nel 1959, praticò per due anni la professione.
Nel 1961 entrò in seminario. Il 17 dicembre 1966 venne ordinato presbitero per la diocesi di Lugano, in Svizzera e lì iniziò il suo ministero. Fu segretario particolare dell'allora vescovo Angelo Giuseppe Jelmini; successivamente fu parroco a Leontica e infine a Bellinzona fino al settembre 1982, quando si trasferì a Roma, dove fu responsabile della Segreteria Internazionale di Comunione e Liberazione fino al 1985.
Nel 1983 coordinò, nell'ambito del Pontificio consiglio per i laici, il raduno internazionale dei giovani in occasione dell'anno giubilare, da cui hanno avuto origine le Giornate mondiali della gioventù.
Nel 1985 conseguì il diploma di dottore in scienze industriali presso la Libera Università di Herisau (Svizzera). Nel dicembre lo stesso anno diventò officiale presso l'Amministrazione del patrimonio della Sede Apostolica e il 19 novembre 1987 delegato della sezione ordinaria del medesimo dicastero.
Il 18 giugno 1994, papa Giovanni Paolo II lo nominò segretario generale del Governatorato dello Stato della Città del Vaticano e il 1º febbraio 1995 segretario della Pontificia commissione per lo Stato della Città del Vaticano. Succedette in entrambi gli incarichi a Bruno Bertagna.

### Ministero episcopale
Il 2 maggio 1996 venne elevato all'episcopato, gli fu assegnata la sede titolare di Castello e ricevette l'ordinazione episcopale il 24 maggio successivo, nella basilica di San Pietro in Vaticano, dal cardinale Angelo Sodano, coconsacranti il cardinale Rosalio José Castillo Lara e il vescovo Giuseppe Torti.
Mantenne l'incarico presso la Pontificia commissione per lo Stato della Città del Vaticano sino al 21 febbraio 2001, mentre il 1º luglio 2004 fu nominato direttore ad interim dei servizi economici del Governatorato.
Il 22 febbraio 2005 venne nominato arcivescovo (a titolo personale) della prelatura territoriale di Loreto, di cui prese possesso il 9 aprile seguente, e delegato pontificio per il santuario lauretano.
Malato da tempo, morì il 2 ottobre 2007, all'età di 67 anni, circondato dai parenti, a Barasso. Dopo le esequie, celebrate il 5 ottobre nella basilica della Santa Casa a Loreto dal cardinale Sergio Sebastiani, fu sepolto a Viggiù.

## Genealogia episcopale
La genealogia episcopale è:
- Cardinale Scipione Rebiba
- Cardinale Giulio Antonio Santori
- Cardinale Girolamo Bernerio, O.P.
- Arcivescovo Galeazzo Sanvitale
- Cardinale Ludovico Ludovisi
- Cardinale Luigi Caetani
- Cardinale Ulderico Carpegna
- Cardinale Paluzzo Paluzzi Altieri degli Albertoni
- Papa Benedetto XIII
- Papa Benedetto XIV
- Papa Clemente XIII
- Cardinale Marcantonio Colonna
- Cardinale Giacinto Sigismondo Gerdil, B.
- Cardinale Giulio Maria della Somaglia
- Cardinale Carlo Odescalchi, S.I.
- Vescovo Eugène de Mazenod, O.M.I.
- Cardinale Joseph Hippolyte Guibert, O.M.I.
- Cardinale François-Marie-Benjamin Richard
- Cardinale Pietro Gasparri
- Cardinale Clemente Micara
- Cardinale Antonio Samorè
- Cardinale Angelo Sodano
- Arcivescovo Gianni Danzi